# Білозерський Микола Данилович
Білозерський Микола Данилович (1800 — 1879) — поміщик з Чернігівщини. В 1824—1841 — борзнянський повітовий суддя.
Тарас Шевченко познайомився з Білозерським у січні 1847 року на хуторі Мотронівці, тоді ж побував на його хуторі Миколаєві під Борзною. В «Щоденнику» 22 січня 1858 поет так згадував про Білозерського: «Этот филантроп-помещик так оголил своих крестьян, что они сложили про него песню… Бодай же його побила Лихая година». 